# Jean Dagobert d’Aigrefeuille
Jean Dagobert d’Aigrefeuille (* 8. Juni 1753 in Colmar; † 1816) war ein französischer Jurist, Theologe und hochrangiger Beamter in Frankreich, der Schweiz und auf dem Linken Rheinufer.

## Leben
Jean Dagobert d’Aigrefeuille wurde als Sohn von Jean d’Aigrefeuille, conseiller du Roi, Verwalter des Königs im vorrevolutionären Absolutismus des Ancien Régime, und Marie Anne Reech geboren. Am 17. Mai 1769 nahm er ein Studium der Rechtswissenschaft an der Universität Straßburg auf. Hier muss er wohl auch katholische Theologie gehört haben, denn 1776 befindet er sich als katholischer Priester in Basel. Im Jahr 1778 wurde er Rektor des Kapitels der Fürstabtei Murbach, 1785 Rektor der Kapitelkirche in Cernay (Haut-Rhin).
Als Rektor Kapitelkirche Guebwiller 1791 leistete er den Eid zur Zivilverfassung des Klerus, war jedoch der erste Priester im Département Haut-Rhin, der zurücktrat. Nun wurde er Commissaire du gouvernement in Ammerschwihr, agent national in Riquewihr und kam schließlich 1798 als Generalsekretär des Commissariat general de la Republique Francaise nach Mainz, wo er als Vorsteher des Denunziationsbüros der französischen Administration, ab Juni 1799 zusammen mit Mathias Metternich, fungierte. 1799 wurde er Privatsekretär von Joseph Lakanal, der ebenfalls einen theologischen Hintergrund aufwies.
Kurz nach seiner Machtübernahme 1799 schuf Napoleon Bonaparte im September 1800 in ganz Frankreich neue Verwaltungsstrukturen. Große Teile des späteren Rheinhessens und Teile der Pfalz wurden im neuen französischen Département du Mont-Tonnerre zusammengefasst. In diesem Zusammenhang wurde d’Aigrefeuille als Kontributionsdirektor des Départements vom Donnersberg zuständig für die Erhebung der direkten Steuern. Weiterhin wurde er Mitglied des Conseil general, des obersten gewählten Kollegialorgans im Département und Mitglied des Wahlkollegiums in Mainz.